# Cristina Campo
Cristina Campo, nom de plume de Vittoria Guerrini (Bolonia, 29 de abril de 1923 – Roma, 10 de enero de 1977), fue una escritora, poeta y traductora italiana.

## Biografía
Nació en Bolonia, única hija de Guido Guerrini, compositor, oriundo de Faenza, y de Emilia Putti, quien fuera nieta de Enrico Panzacchi (poeta, crítico de arte y crítico musical), y hermana de Vittorio (notable cirujano ortopédico). Debido a una malformación cardíaca congénita, Cristina siempre padeció una salud precaria, creció aislada de sus compañeros y no pudo seguir estudios escolares de manera regular.
Hasta 1925 la familia Guerrini vivió en la residencia del profesor Putti, en el parque del Hospital Rizzoli de Bolonia. Más tarde la familia se mudó a Parma, y en 1928 a Florencia, donde Guido Guerrini fue convocado para dirigir el conservatorio Cherubini. El ambiente cultural florentino fue determinante para la formación de Cristina Campo, a partir de su amistad con el germanista y traductor Leone Traverso, apodado cariñosamente "Bul" por Cristina, y con quien tuvo una relación sentimental (la correspondencia entre ambos fue publicada por la editorial Adelphi con el título Caro Bul. Lettere a Leone Traverso 1953-1967). Fueron importantes sus encuentros con Mario Luzi y Gianfranco Draghi, que le hicieron conocer el pensamiento de Simone Weil, Gabriella Bemporad y Margherita Pieracci Harwell, la especialista que curaría la publicación de las obras póstumas de Cristina Campo.
Su naturaleza solitaria la llevó a alejarse de elogios y apreciaciones (prefería firmar con nombres ficticios los pocos trabajos publicados en vida), demostrando ser cada vez más indiferente a las estrategias y necesidades del mercado literario. Le gustaba decir de sí misma:  "escribió poco, y le hubiera encantado haber escrito menos". Su estilo personal, que se repite en los diferentes géneros literarios que practicaba, se caracteriza por una fuerte tensión para hacer coincidir la palabra con su significado más profundo, evitando todo lo que consideraba obvio o superfluo.
Cristina Campo fue una excelente traductora, especialmente de autores de habla inglesa, como por ejemplo Katherine Mansfield, Virginia Woolf, John Donne y William Carlos Williams. No concebía la traducción como simple reproducción del sentido, sino como un renacimiento, en su propio idioma, de la espiritualidad del autor. A lo largo de su vida se mantuvo fiel a una preferencia especial por Hugo von Hofmannsthal y Simone Weil, de quienes tradujo la tragedia Venezia salva y el ensayo Iliade Poema della forza.
A principios de los años cincuenta, trabajó en la recopilación de una antología de escritores, Il Libro delle ottanta poetesse, concebida como "una colección nunca antes realizada de las páginas más puras escrita por la mano femenina a través de los tiempos". La antología, en la que Cristina Campo trabajó mucho, involucrando en las traducciones a varios amigos, aún no ha sido publicada.
En 1955 se trasladó a Roma, donde su padre fue nombrado director del Conservatorio de Santa Cecilia y el Colegio de Música. En esta ciudad hizo nuevos amigos, como Margherita Dalmati (seudónimo de Mary-Nike Zoroghiannide), Roberto Bazlen, María Zambrano. El Dr. Ernst Bernhard, el psicoanalista alemán que introdujo a Carl Jung en Italia, la curó de una persistente agorafobia. En 1958 tiene lugar un encuentro fundamental para ella, con el estudioso y escritor Elémire Zolla, con quien vivió durante mucho tiempo. En los últimos años de vida tuvo un intenso intercambio de correspondencia con el filósofo Andrea Emo, que como vivía aislado su obra solo recientemente ha sido descubierta y publicada póstumamente.
En 1956 la editorial Vanni Scheiwiller de Milán publicó su primer libro, el poemario Passo d'addio. En 1962 Vallecchi publicó el volumen de ensayos Fiaba e mistero, en parte, se fusionó en el próximo libro, Il flauto e il tappeto, publicado en 1971 por Rusconi.
La última década de su vida estuvo marginada de la escena cultural y profundamente interesada en lo sagrado y la espiritualidad. Así Elémire Zolla recuerda aquellos años:
Su concepción del cristianismo fue ortodoxa y se opuso a la ola de reformas litúrgicas posteriores al Vaticano II. Cristina Campo estaba entre los que fundaron la primera asociación de tradicionalistas católicos,  La Voz . También fue la inspiración de la Intervención de Ottaviani, firmado por los cardenales Alfredo Ottaviani y Antonio Bacci, el denominado "Intervento Ottaviani" examen crítico de estas reformas, que tradujo del francés al italiano. Su amor por la liturgia la acercó primero a la abadía benedictina de Sant'Anselmo sull'Aventino en Roma, en la que todavía cantan gregoriano, y más tarde al Colegio Russicum. En su forma de entender la espiritualidad cristiana veía en el rito bizantino una mayor fidelidad a los principios del cristianismo.
En la revista Conoscenza religiosa, dirigida por Elémire Zolla, se publicaron los últimos escritos de Cristina Campo, entre los que cabe mencionar el ensayo Sensi soprannaturali y los poemas de "poesie sacre"  inspirado en la liturgia bizantina.
Cristina Campo murió en Roma el 10 de enero de 1977, a los 53 años.

## Heterónimos
- Cristina Campo
- Bernardo Trevisano[6]
- Benedetto Padre d'Angelo[6]
- Puccio Quaratesi[6]
- Giusto Cabianca[7]

## Obra
- Traducción de Bengt von Torne, Conversazioni con Sibelius, Florencia: Monsalvato, 1943

- Traducción de Katherine Mansfield, Una tazza di tè e altri racconti, Torino: Frassinelli, 1944

- Traducción de Eduard Mörike, Poesie, Milán: Cederna, 1948

- Passo d'addio, Milán: Scheiwiller, 1956

- Traducción de William Carlos Williams, Il fiore è il nostro segno, Milán: All'insegna del pesce d'oro, 1958; luego en Poesie, a cargo de Cristina Campo y Vittorio Sereni, Torino: Einaudi, 1961

- Fiaba e mistero e altre note, Florencia: Vallecchi, 1962

- Introducción a Storia della città di rame, trad. Alessandro Spina, Milán: All'insegna del pesce d'oro, 1963 (la 556ª novella delle Las mil y una noches)

- Traducción de Simone Weil, Venezia salva, Brescia: Morcelliana, 1963; luego Milán: Adelphi, 1987 ISBN 978-88-459-0239-0

- Introducción a Chögyam Trungpa, Nato in Tibet, trad. Donatella Tippet Andalo, Torino: Borla, 1970

- Il flauto e il tappeto, Milán: Rusconi, 1971

- Introducción a Abraham Joshua Heschel, L'uomo non e solo: una filosofia della religione, trad. Lisa Mortara y Elena Mortara di Veroli, Milán: Rusconi, 1971 ISBN 88-04-49022-5

- Traducción de John Donne, Poesie amorose - Poesie teologiche, Torino: Einaudi, 1973 ISBN 88-459-0256-0 ISBN 88-06-02993-2

- Introducción a Racconti di un pellegrino russo, trad. Milli Martinelli, Milán: Rusconi, 1973 ISBN 88-18-30342-2 ISBN 88-18-30048-2

- Traducción (con Margherita Harwell Pieracci) de Simone Weil, La Grecia e le intuizioni precristiane, Milán: Rusconi, 1974

- Detti e fatti dei Padri del deserto (a cargo de, con Piero Draghi), Milán: Rusconi, 1975 ISBN 88-18-30194-2 ISBN 88-18-70036-7 ISBN 88-18-30047-4 ISBN 88-452-9045-X

- Gli imperdonabili, Milán: Adelphi, 1987 ISBN 88-459-0256-0

- Lettere a un amico lontano, Milán: Scheiwiller, 1998 ISBN 88-7644-247-2 (1ª ed. 1989)

- La tigre assenza, a cargo de Margherita Pieracci Harwell, Milán, Adelphi, 1991 ISBN 88-459-0832-1

- Sotto falso nome, a cargo de Monica Farnetti, Milán: Adelphi, 1998 e 2003 ISBN 88-459-1426-7

- L'infinito nel finito. Cartas a Piero Pòlito, a cargo de Giovanna Fozzer, Pistoia: Via del Vento, 1998

- Lettere a Mita, a cargo de Margherita Pieracci Harwell, Milán: Adelphi, 1999 ISBN 88-459-1494-1 ISBN 978-88-459-1494-2

- Il fiore è il nostro segno, (correspondencia con William Carlos Williams y Vanni Scheiwiller con traducción del poeta estadounidense), Milán: Scheiwiller, 2001 ISBN 88-7644-287-1

- L'urgenza della luce. Cristina Campo traduce Christine Koschel, a cargo de Amedeo Anelli, Florencia: Le lettere, 2004 ISBN 88-7166-827-8

- Caro Bul. Lettere a Leone Traverso (1953-1967), a cargo de Margherita Pieracci Harwell, Milán: Adelphi, 2007 ISBN 978-88-459-2177-3

- Carteggio (con Alessandro Spina), Brescia: Morcelliana, 2007 ISBN 978-88-372-2185-0

- Se tu fossi qui. Lettere a María Zambrano 1961-1975, a cargo de Maria Pertile, Milán: Archinto, 2009 ISBN 978-88-7768-529-2

- Un ramo già fiorito. Lettere a Remo Fasani, a cargo de Maria Pertile, Venecia: Marsilio, 2010 ISBN 978-88-317-0613-1

- Il mio pensiero non vi lascia. Lettere a Gianfranco Draghi e ad altri amici del periodo fiorentino, a cargo de Margherita Pieracci Harwell. Milán: Biblioteca Adelphi, 2012

- "Lettere a Ernesto Marchese", Il Giannone (Publicación semestral de cultura y literatura), año XII, n° 23-24, enero-diciembre 2014, p. 33-54, número monográfico titulado Il destino della bellezza. Omaggio a Cristina Campo (1923-1977), a cargo de Antonio Motta.